# Fejér Gábor
Fejér Gábor (1948. április 10. – Pécs, 2009. június 16.) pécsi kórusénekes, hegedűs.
Korábban a Mecsek Kórusban énekelt. Ha kellett, akkor az evangélikus kórust segítette, ha kellett, akkor a Bartók Béla Férfikar bordalaihoz játszott hegedűn, ha kellett, akkor a Pécsi Kamarakórus fellépésein vállalt kisegítést. Természetesen a világi együttesek mellett az egyházi zenében is otthon volt és a  Pécsi Evangélikus Gyülekezet Énekkarának is oszlopos tagja volt.
Állandó szereplője volt a Pécsi Vonósoknak. Kitűnő muzsikus volt a szó legnemesebb értelmében, azt lehet mondani, hogy az élete volt a zene.
Kétszeres kórusolimpiai bajnok, tehát világviszonylatban is a legjobbak között volt.
A nyugdíjas éveinek indult volna, miközben több együttesben vállalt szerepléseket, s épp az aktivitás volt jellemző rá. Kiváló basszista volt és gyönyörűen hegedült, kórusművek születtek neki ajánlva.
Pécs egyik legismertebb muzsikusa tragikus körülmények között hunyt el 61 éves korában, 2009. június 16-án.

## Lásd még
- Bartók Béla Férfikar
- Pécsi Kamarakórus
- Pécsi Ifjúsági Központ

## Külső hivatkozások
- Mecsek Kórus honlapja